# Broddboblocket
Broddbo brukar anges som en berömd mineralfyndighet vid Falun. I själva verket var Broddbo endast platsen för ett större flyttblock av mineralrik bergart, som upptäcktes 1814 omkring 1 kilometer norr om Storgruvestöten och senare helt sprängdes bort.
Bergarten var en granitpegmatit, innehållande rikligt med de för denna bergart karakteristiska sällsyntare mineralen beryll, fluocerit, flusspat, topas, tantalit, gadolinit, yttrocerit med flera. Dessa undersöktes och beskrevs av Jöns Jacob Berzelius och Johan Gottlieb Gahn.